# Poliopastea plumbea
Poliopastea plumbea är en fjärilsart som beskrevs av George Francis Hampson 1898. Poliopastea plumbea ingår i släktet Poliopastea och familjen björnspinnare. Inga underarter finns listade i Catalogue of Life.